# Piero Gerlini
Piero Gerlini (Roma, 17 settembre 1925 – Viterbo, 29 agosto 1999) è stato un attore italiano.

## Biografia
Attivo come caratterista in cinema e televisione fra il 1954 ed il 1992, ha interpretato numerosi film comici o della commedia all'italiana. Ha recitato anche in alcuni spot pubblicitari per Carosello e in film di genere poliziottesco in ruoli di commissario o secondino, comparendo contestualmente in film del cinema d'autore, come nel caso di Il potere del male, film del 1985 in cui fu diretto da Krzysztof Zanussi. Per la televisione è stato fra gli interpreti di sceneggiati televisivi e miniserie televisive di successo.
Ha preso parte a Crimen e al suo successivo remake Io non vedo, tu non parli, lui non sente.

## Filmografia parziale

### Cinema
- Le vacanze del Sor Clemente, regia di Camillo Mastrocinque (1955)
- Crimen, regia di Mario Camerini (1960)
- La ragazza di mille mesi, regia di Steno (1961)
- L'ultimo dei Vikinghi, regia di Giacomo Gentilomo (1961)
- 5 marines per 100 ragazze, regia di Mario Mattoli (1962)
- La cuccagna, regia di Luciano Salce (1962)
- Il duca nero, regia di Pino Mercanti (1963)
- Totò contro i quattro, regia di Steno (1963)
- La vedovella, regia di Silvio Siano (1964)
- I due mafiosi, regia di Giorgio Simonelli (1964)
- Queste pazze, pazze donne, regia di Marino Girolami, episodio Pochi ma buoni (1964)
- Appuntamento a Dallas (Destination Miami: Objective Murder), regia di Piero Regnoli (1964)
- Crimine a due, regia di Romano Ferrara (1964)
- Letti sbagliati, regia di Steno, episodio Quel porco di Maurizio (1965)
- I grandi condottieri, regia di Marcello Baldi e Francisco Perez Dolz (1965)
- S 2 S base morte chiama Suniper (La traite des blanches), regia di Georges Combret (1965)
- I complessi, regia di Luigi Filippo D'Amico, episodio Guglielmo il dentone (1965)
- Colpo di stato (The One Eyed Soldiers), regia di John Ainsworth (1966)
- Caccia alla volpe, regia di Vittorio De Sica (1966)
- Arrriva Dorellik, regia di Steno (1967)
- La cintura di castità, regia di Pasquale Festa Campanile (1967)
- Colpo grosso alla napoletana (The Biggest Bundle of Them All), regia di Ken Annakin (1968)
- Serafino, regia di Pietro Germi (1968)
- Una su 13, regia di Nicolas Gessner e Luciano Lucignani (1969)
- Giovinezza giovinezza, regia di Franco Rossi (1969)
- Il segreto dei soldati di argilla, regia di Luigi Vanzi (1970)
- L'interrogatorio, regia di Vittorio De Sisti (1970)
- Io non vedo, tu non parli, lui non sente, regia di Mario Camerini (1971)
- Decamerone '300, regia di Renato Savino (1972)
- Il vero e il falso, regia di Eriprando Visconti (1972)
- Imputazione di omicidio per uno studente, regia di Mauro Bolognini (1972)
- Il delitto Matteotti, regia di Florestano Vancini (1973)
- L'ossessa, regia di Mario Gariazzo (1974)
- Donna è bello, regia di Sergio Bazzini (1974)
- Commissariato di notturna, regia di Guido Leoni (1974)
- Fischia il sesso, regia di Gian Luigi Polidoro (1974)
- Il tempo degli assassini, regia di Marcello Andrei (1975)
- Dove volano i corvi d'argento, regia di Piero Livi (1977)
- Tre tigri contro tre tigri, regia di Sergio Corbucci e Steno (1977)
- Un poliziotto scomodo, regia di Stelvio Massi (1978)
- Suggestionata, regia di Alfredo Rizzo (1978)
- Il leone del deserto (Lion of the Desert), regia di Mustafa Akkad (1981)
- Il potere del male (Paradigma), regia di Krzysztof Zanussi (1985)
- Una storia ambigua, regia di Mario Bianchi (1986)
- Dolce pelle di Angela, regia di Andrea Bianchi (1986)
- Ödipussi, regia di Loriot (1988)
- Tre colonne in cronaca, regia di Carlo Vanzina (1990)

### Televisione
- Una tragedia americana, regia di Anton Giulio Majano – miniserie TV (1962)
- Più rosa che giallo – serie TV, episodi 1x01 (1962)
- I miserabili – serie TV, episodio 1x04 (1964)
- Questa sera parla Mark Twain, regia di Daniele D'Anza – miniserie TV (1965)
- Tutto Totò – serie TV, episodi 1x03-1x08 (1967)
- I ragazzi di padre Tobia – serie TV (1868)
- La donna di cuori, regia di Leonardo Cortese – miniserie TV (1969)
- Die Journalistin – serie TV, episodio 1x06 (1971)
- Il conte di Montecristo, regia di David Greene – film TV (1975)
- Gli ammonitori, regia di Ugo Gregoretti – film TV (1975)
- L'assedio di Firenze, regia di Ugo Gregoretti – film TV (1975)
- Qui squadra mobile – serie TV, episodi 2x01-2x04 (1976)
- Tatort – serie TV, episodio 1x63 (1976)
- Processo a Maria Tarnowska, regia di Giuseppe Fina – miniserie TV (1977)
- Il ritorno di Simon Templar (Return of the Saint) – serie TV, episodio 1x13 (1978)
- Rosaura alle 10, regia di Gianluigi Calderone – film TV (1981)
- I racconti del maresciallo, regia di Giovanni Soldati – miniserie TV (1984)
- Clémence Aletti – serie TV (1985)
- I ragazzi della 3ª C – serie TV, episodi 2x02-2x05 (1987-1989)
- Se un giorno busserai alla mia porta, regia di Luigi Perelli – miniserie TV (1986)
- Italia chiamò – serie TV, episodio 1x06 (1992)

## Programmi TV
- Biblioteca di Studio Uno (Programma Nazionale, 1964)